# Pourtalès

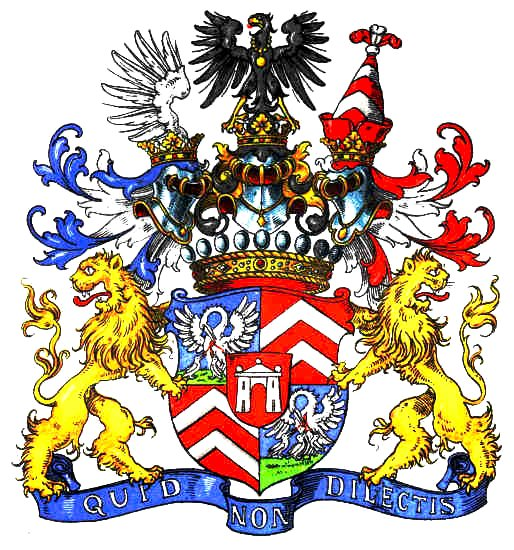
Wappen der Grafen von Pourtalès

Pourtalès ist eine aus Frankreich in das preußische Neuenburg in der Schweiz geflohene und dort geadelte Hugenottenfamilie.

## Herkunft
Pourtalès (Aussprache: [purta'lɛs]), aus dem südlichen Frankreich stammende, seit der Aufhebung des Edikts von Nantes zu Neuenburg in der Schweiz ansässige evangelische Familie, deren Stifter Jeremias Pourtalès am 14. Februar 1750 von Friedrich dem Großen in den preußischen Adelsstand erhoben wurde.
Sein Sohn Jakob Ludwig von Pourtalès (* 9. August 1722 zu Neuenburg) eröffnete 1753 ein Handelshaus in Neuenburg und machte es binnen kurzer Zeit zu einem der geachtetsten in der Handelswelt. Er begründete in seinem Heimatland sowie anderwärts industrielle Etablissements aller Art und hinterließ bei seinem Tod (20. März 1814) ein Vermögen von 40 Millionen Franken. Seine drei Söhne wurden am 9. Dezember 1815 vom König Friedrich Wilhelm III. in den preußischen Grafenstand erhoben.

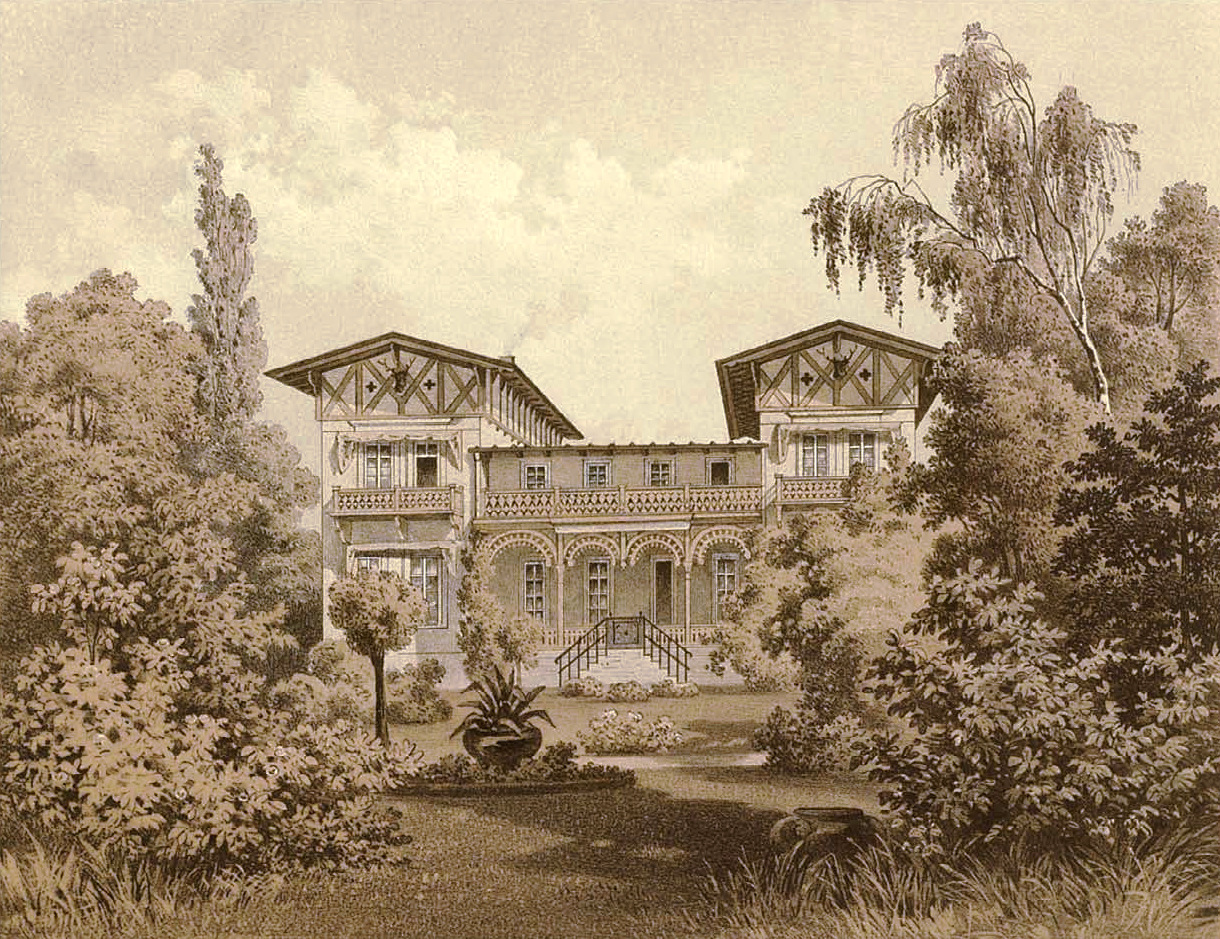
Gutshaus Laasow um 1875/77 (Sammlung Duncker)

Der älteste Sohn, Ludwig, Graf von Pourtalès (* 14. Mai 1773), Stifter der Linie Pourtalès-Sandoz (er war mit Elisabeth von Sandoz-Rottin verheiratet), war Präsident und Staatsrat im Fürstentum Neuenburg sowie Oberinspektor der schweizerischen Artillerie und starb am 8. Mai 1848. Er hatte 1842 das 469 ha große brandenburgische Gut Laasow erworben (wo Jaques Alfred Graf von Pourtales 1856 ein neues Gutshaus im Schweizer Villenstil errichten ließ). Dessen ältester Sohn, Ludwig August, Graf von Pourtalès (* 17. März 1796) war preußischer außerordentlicher Staatsrat und Oberstleutnant der Artillerie im Fürstentum Neuenburg. Er überfiel am 3. September 1856 das Schloss in Neuenburg, um die königliche Regierung wiederherzustellen. Als das Unternehmen scheiterte, entfloh er über den See, wurde aber auf Freiburger Gebiet verhaftet und erst freigelassen, nachdem Preußen auf seine Souveränitätsrechte in Neuenburg verzichtet hatte. Er starb am 7. Juni 1870 in Neuenburg. Sein Bruder, Karl Friedrich Graf von Pourtalès-Steiger (* 10. Juni 1799), königlich preußischer Oberst a. D., erwarb 1842 das schlesische Schloss Glumbowitz. Als Oberinspektor der Milizen im Fürstentum Neuenburg führte er am 3. September 1856 Royalistenscharen nach Le Locle und La Chaux-de-Fonds, wurde zum Rückzug nach Neuenburg genötigt und geriet verwundet in Gefangenschaft, wurde aber später ebenfalls amnestiert und starb am 5. Juni 1882 in der Villa Mettlen bei Muri im Kanton Bern.

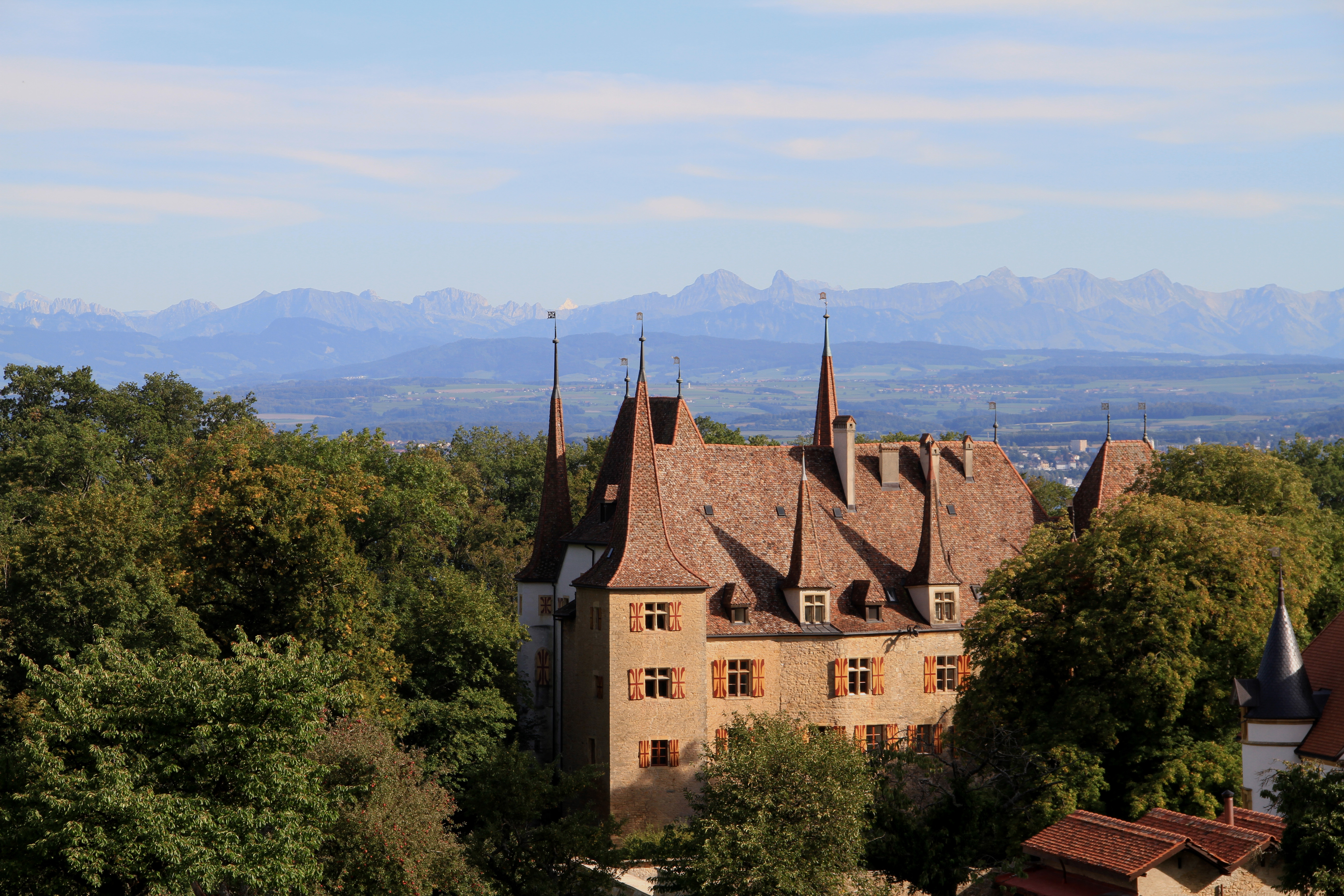
Schloss Gorgier, Kt. Neuenburg

Der zweite Sohn Jakob Ludwigs, James Alexander de Pourtalès-Gorgier, begründete die Linie Pourtalès-Gorgier. Er war preußischer Diplomat und ein bekannter Antikensammler. 1813 kaufte er die Seigneurerie in Gorgier im Kanton Neuenburg und ergänzte damit seinen Namen. 1834 kaufte er das Rittergut Gotha in Nordsachsen, das er sechs Jahre später seinem ältesten Sohn Heinrich überließ; dieser verkaufte 1857 Gotha und 1879 das Schloss Gorgier. Der Sohn Edmond (1828–1895) erbte die Villa des Vaters in Paris; er heiratete 1857 Mélanie Renouard de Bussière (1836–1914), eine umschwärmte Schönheit am Hof Kaiser Napoleons III. Mit ihr führte er in Paris einen literarischen Salon. 1887 erbte Mélanie von ihrem Vater das Straßburger Gut Robertsau, das den Namen Château de Pourtalès erhielt. In der Zeit des Fin de Siècle führte sie dort im Elsass einen Salon, in dem gekrönte Häupter und die Spitzen der europäischen Gesellschaft verkehrten.
Der dritte Sohn Jakob Ludwigs, Friedrich, Graf von Pourtalès (* 23. Februar 1779; † 30. Januar 1861) war preußischer Wirklicher Geheimer Rat und Oberzeremonienmeister. Sein ältester Sohn, Graf Albert von Pourtalès (* 10. September 1812) war Mitglied des preußischen Herrenhauses und Wirklicher Geheimer Rat sowie 1850/51 Botschafter in Konstantinopel und 1859 preußischer Gesandter zu Paris, als unmittelbarer Vorgänger von Otto von Bismarck; Er starb am 18. Dezember 1861 ohne männliche Erben. Haupt dieser dritten Linie der Pourtalès wurde sein Bruder, Graf Wilhelm (* 7. Juni 1815).

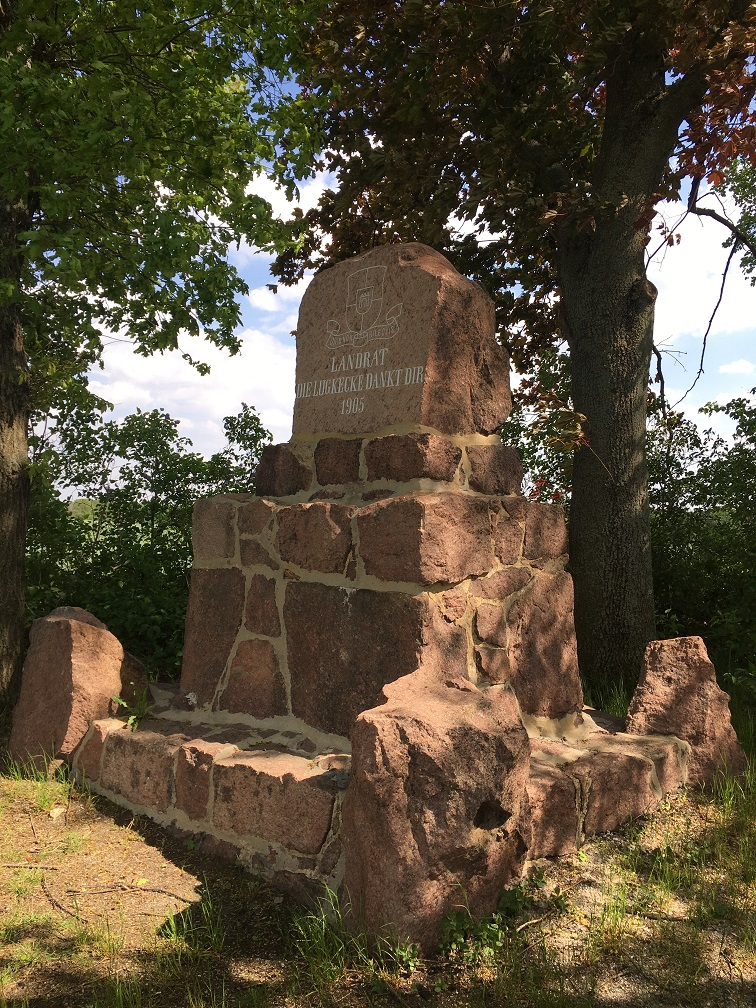
Landratsdenkmal mit Familienwappen bei Saadow

Die Nachfahren der Gutsbesitzer der Begüterungen in der Niederlausitz, auf Laasow (Vetschau/Spreewald) und auf Schloss Neudöbern, lebten nach der Bodenreform in Bayern und Holstein, große Teile der Gesamtfamilie unter anderem in der Schweiz, in Frankreich und den USA.

## Wappen

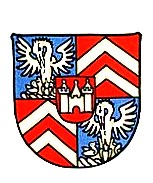
Wappen der Grafen von Pourtalès

Die Grafen von Pourtalès führen einen quadrierten Schild mit einem Herzschild. Im ersten und vierten Feld in Blau auf grünem Boden silberner Pelikan mit drei silbernen Jungen, die er mit seinem Herzblut nährt, 2 und 3 in Rot zwei silberne Sparren; Herzschild: in Rot ein offenes silbernes Tor (Portal). Der Hauptschild ist mit einer neunperligen Krone bedeckt; auf derselben stehen drei gekrönte Helme. Auf dem rechten ist ein weißer Adlerflügel angebracht; auf der Krone des mittlern steht ein schwarzer Adler, ein Kleinod um den Hals tragend, auf dem dritten aber eine roth spitze Mütze, mit den beiden Sparren belegt und mit drei silbernen Straußenfedern geschmückt. — Unter dem Hauptschild ist ein blaues Spruchband gezogen, auf dem mit goldenen Buchstaben der Wahlspruch: „Quid non dilectis“ („was[tut man] nicht [alles] für die Lieben“) steht. Schildhalter sind zwei goldene Löwen.

## Personen
- Jeremias (von) Pourtalès, 1750 von Friedrich dem Großen geadelt
- Jakob Ludwig von Pourtalès = Jacques Louis de P. (1722–1814), Kaufmann, Industrieller, 1799 reichster Mann auf dem Gebiet der heutigen Schweiz[4]
- (Julius Heinrich Carl) Friedrich (I.) von Pourtalès (1779–1861), Oberzeremonienmeister des preußischen Königs
- Albert von Pourtalès (1812–1861), Diplomat
- Auguste de Pourtalès (1840–1918), Maler und Kunstsammler
- Bernard de Pourtalès (1870–1935), Segler und Olympiasieger
- Edmond de Pourtalès (1828–1895), schweizerisch-französischer Bankier, Offizier und Parlamentarier
- Edouard de Pourtalès-Pury (1802–1885), Schweizer Landschaftsmaler
- Friedrich (II.) von Pourtalès (1853–1928), Diplomat
- Guy de Pourtalès (1881–1941), Schriftsteller
- Hélène de Pourtalès (1868–1945), Seglerin und Olympiasiegerin
- Hermann de Pourtalès (1847–1904), Segler und Olympiasieger
- James Alexander de Pourtalès-Gorgier (1776–1855), Kammerherr des preußischen Königs
- Louis de Pourtalès (1773–1848), Politiker, Diplomat, Offizier und Tagsatzungsgesandter
- Louis-François de Pourtalès (1823–1880), schweizerisch-amerikanischer Meeresgeologe und Meeresbiologe
- Karl Alphons Graf von Pourtalès (1861–1930), 1900–1919 Landrat des Landkreises Calau aus Laasow (Vetschau/Spreewald)
- Mélanie de Pourtalès, geb. Renouard de Bussière (1836–1914), Pariser Salonnière, siehe Mélanie Renouard de Bussière
- Manfred Graf von Pourtalès (1912–1974), SS-Hauptsturmführer, kath. Priester, Pfarrer in Neheim, Dechant und Domkapitular in Paderborn
- Wilhelm Graf von Pourtalès (1865–1952), auf Neudöbern, Landsyndikus der Niederlausitz